# Lingua gutnica

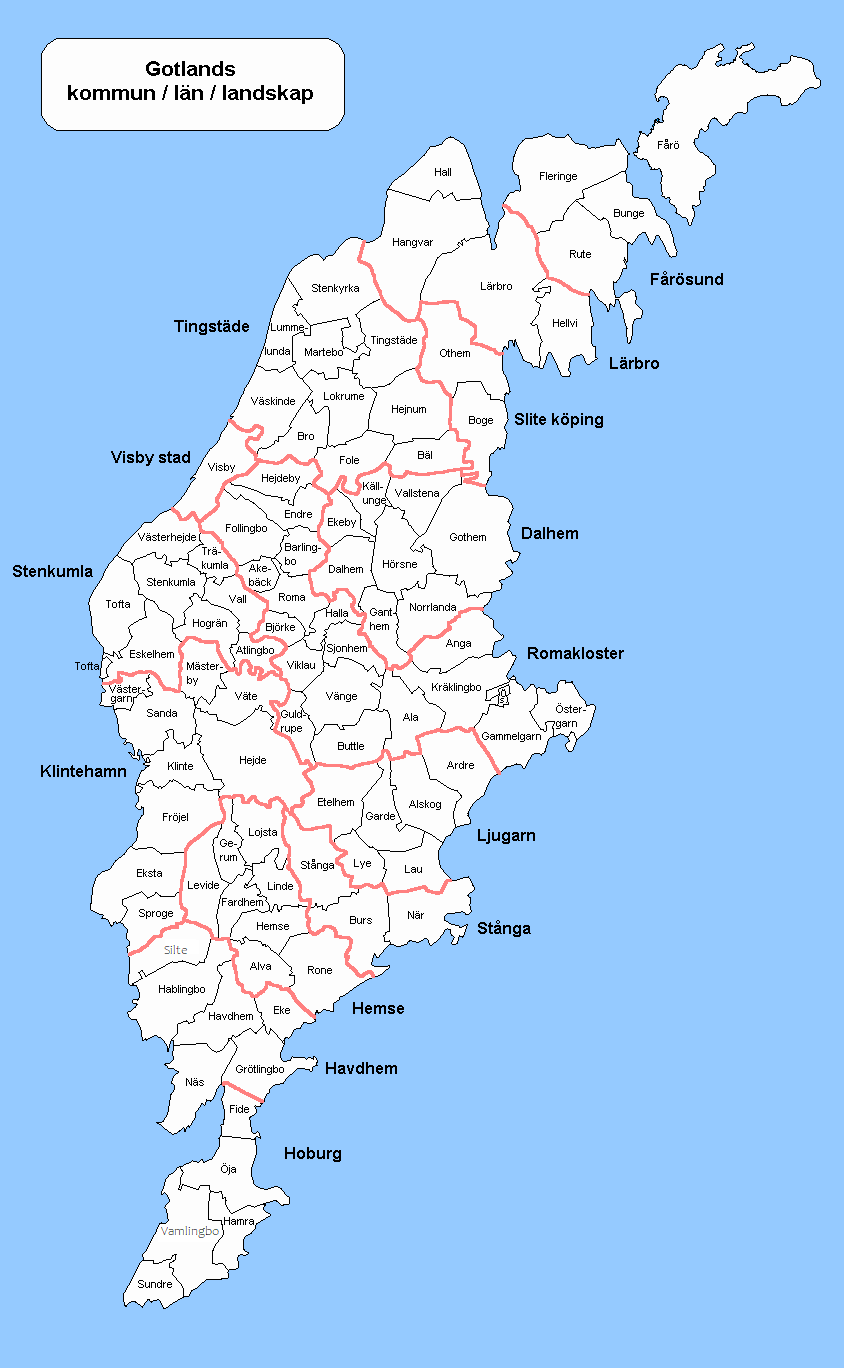
Le tradizionali parrocchie (suddivisioni amministrative) delle isole di Gotland e Fårö

Il gutnico (gutnico: gutiske, gutamål o gottlenske, svedese: gutniska o gutamål) è una lingua indoeuropea appartenente al ramo settentrionale delle lingue germaniche. Sebbene si sia sviluppato in autonomia sulle isole di Gotland e Fårö dall'antica lingua gutnica (una varietà della lingua norrena indipendente dal resto delle lingue scandinave) e costituisca quindi tecnicamente una lingua a sé, la forte influenza esercitata su di esso dalla lingua svedese nel corso dei secoli ha fatto sì che il gutnico e le sue varietà siano talvolta classificate come dialetti svedesi. Dal 2010, l'UNESCO definisce il gutnico come una "lingua in pericolo".
I dialetti del gutnico oggi esistenti sono due: il cosiddetto "dialetto gutnico di terraferma" (svedese: storlandsgutamål o storlandsmål), parlato nella porzione sudorientale di Gotaland dove la varietà di Lau (laumål) viene solitamente presa come forma standard, e il dialetto di Fårö (gutnico: faroymål o fåröiskå; svedese: fårömål), parlato sull'omonima isola.
Alcune caratteristiche del gutnico includono la preservazione dei dittonghi norreni come ai (e.g. stain, pietra; cfr. svedese sten) e oy (e.g. doy, morire, cfr. svedese dö). Il gutnico presenta inoltre un trittongo che non esiste in nessun altra lingua scandinava: iau (e.g. skiaute/skiauta, sparare; cfr. svedese skjuta).
La maggior parte dei gotlandesi non è in grado di comprendere il gutnico e parla invece il gotlandico (svedese: gotländska), ossia un dialetto svedese con influenze gutniche, o lo svedese standard.
Notevoli sforzi vengono oggi portati avanti per rilanciare l'uso della versione tradizionale del gutnico e il Gutamålsgillet, (l'Associazione della Lingua Gutnica) organizza eventi e iniziative per la preservazione e la promozione della lingua gutnica.

## Storia

### Origine
norreno occidentale
     norreno orientale
     gutnico antico
     inglese antico
     gotico di Crimea
     altre lingue germaniche occidentali

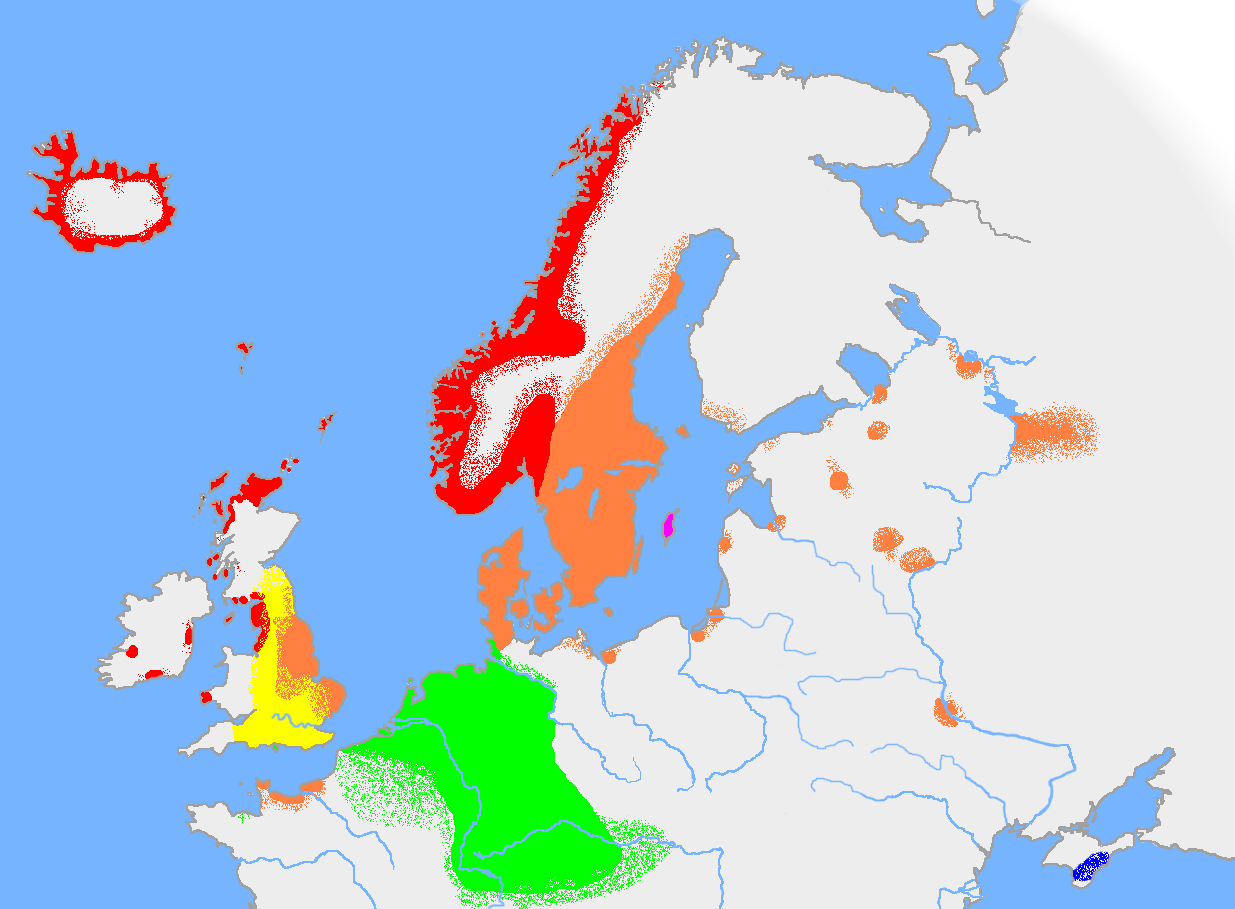
Distribuzione delle lingue germaniche all'inizio del X secolo:
norreno occidentale
norreno orientale
gutnico antico
inglese antico
gotico di Crimea
altre lingue germaniche occidentali

Il dialetto norreno di Gotland si separò relativamente presto dal resto dei dialetti scandinavi, come si può vedere nei documenti scritti dell'isola. Le testimonianze più antiche del gutnico si trovano nelle circa 300 iscrizioni runiche di Gotland. Alcune di esse risalgono tra il IX e l'XI secolo, ma la stragrande maggioranza è stata scritta tra il XII e il XVI secolo. Queste iscrizioni runiche mostrano la conservazione dei dittonghi del norreno antico (e.g. auk 'e' e stain 'pietra'), una delle caratteristiche che ancora contraddistingue il gutnico moderno. In confronto, Le più antiche leggi scritte sul continente, risalenti al XIII secolo, mancano di questi dittonghi, che si erano monottongati (e.g. och e stēn).
Le differenze non si limitavano all'uso dei dittonghi. Nella Gutalag e nella Gutasaga, entrambe scritte attorno al 1220, l'antico gutnico si presenta come una lingua chiaramente distinta dal contemporanea antico svedese per grammatica, lessico e fonologia. Per questo motivo il gutnico antico, un tempo classificato dai dialettologi svedesi come una varietà dell'antico svedese, è ora solitamente riconosciuto come una lingua separata.
Il gutnico antico rimase la lingua principale parlata e scritta a Gotland fino al XVI secolo. L'ultimo manoscritto in lingua gutnica antica risale al 1587, una copia dell'ultima versione della Gutalag del 1470. Anche nei documenti più tardi, l'antico gutnico mostra di aver pienamente conservato il sistema di casi del norreno. Inoltre, come l'islandese e il faroense, non presenta quegli evidenti influssi basso-tedeschi che nei precedenti quattro secoli avevano profondamente trasformato le altre lingue scandinave.

### XVII e XVIII secolo
All'inizio del XVII secolo, il Regno di Danimarca e Norvegia, nel tentativo di rafforzare il proprio controllo sulle varie province, rese il danese l'unica lingua dell'amministrazione. I sermoni nelle chiese venivano pronunciati in danese e tutti i verbali erano registrati nella medesima lingua. Il gutnico smise di essere utilizzato quasi del tutto come lingua scritta. Sotto il dominio danese la lingua di Gotland iniziò a cambiare radicalmente; fu in questo periodo che il sistema di casi ereditato dal norreno iniziò rapidamente a erodersi. Questo drastico cambio nella grammatica del gutnico viene solitamente scelto come spartiacque tra la sua fase antica e la sua fase moderna.
Quando nel 1645 Gotland passò alla Svezia, lo svedese rimpiazzò il danese in tutti gli ambiti. Sull'isola giunsero inoltre numerosi funzionari svedesi per amministrare il territorio. La lingua gutnica, già profondamente danesizzata, iniziò quindi ad assorbire parole e caratteristiche dello svedese, lingua con cui tutti gli abitanti dell'isola dovevano avere dimestichezza per poter comunicare con i rappresentanti della corona e per poter comprendere le prediche dei pastori nelle chiese.
Esistono pochissime testimonianze scritte del gutnico risalenti ai secoli XVII e XVIII, nessuna delle quali in documenti ufficiali. Poco è noto quindi dell'evoluzione della lingua in questo periodo. Secondo un visitatore del Settecento, la lingua di Gotland aveva forti elementi danesi. Da alcuni versi celebrativi sappiamo però che nello stesso secolo la struttura grammaticale eredita dal gutnico antico, tolta la flessione nominale, era ancora largamente intatta, mentre il vocabolario era già profondamente cambiato, risultando molto simile a quello del gutnico contemporaneo.

### Dal XIX secolo a oggi
Con l'introduzione dell'insegnamento pubblico obbligatorio nel 1842, l'influenza dello svedese si fece ancora più pervasiva. Il gutnico scomparve del tutto a Visby e negli altri centri urbani, per perdere poi terreno anche nelle zone rurali. Dapprima sparì nelle campagne intorno al capoluogo, poi anche nelle zone centrali e settentrionali dell'isola. La lingua gutnica si preservò solo nella parte sudorientale di Gotland e sull'isola di Fårö, zone dove tuttora risiedono gli ultimi locutori.

## Fonologia
Essendo una lingua non standardizzata, esiste una grande varietà di pronuncia tra i vari dialetti e sottodialetti del gutnico. Inoltre, lo studio della sua fonologia viene complicata dal fatto che quasi tutti i suoi locutori tendono a inserire nel loro parlato elementi o parole di origine svedese. Qui di seguito sono quindi riportate le caratteristiche generiche più comuni tra i diversi dialetti.

### Vocali

#### Monottonghi
Le vocali contrastive nel gutnico moderno sono /ɪ/, /ʏ/, /e/, /œ/, /a/, /ɔ/, /u/. Di queste, tutte tranne /u/ presentano una versione lunga e una breve. Quella che etimologicamente sarebbe /uː/ si è sviluppata nel dittongo /ʉu/.
|                 | Anteriori       | Anteriori   | Anteriori   | Anteriori | Centrali | Posteriori | Posteriori |
| non arrotondate | non arrotondate | arrotondate | arrotondate |           | Centrali | Posteriori | Posteriori |
| brevi           | lunghe          | brevi       | lunghe      | brevi     | brevi    | lunghe     |            |
| --------------- | --------------- | ----------- | ----------- | --------- | -------- | ---------- | ---------- |
| Chiuse          | ɪ ⟨i⟩           | ɪː ⟨i⟩      | ʏ ⟨y⟩       | ʏː ⟨y⟩    | ʉ* ⟨u⟩   | u          |            |
| Semichiuse      | e               | eː          |             |           |          | ɔ ⟨o⟩      | ɔː ⟨o⟩     |
| Semiaperte      | ɛ* ⟨ä⟩          |             | œ ⟨ö⟩       | œː ⟨ö⟩    |          | ɔ ⟨o⟩      | ɔː ⟨o⟩     |
| Aperte          | a               | aː          |             |           |          |            |            |

*compare come fonema autonomo solo come elemento di un dittongo
- /e/ viene solitamente realizzata come [ɛ], ma in alcuni ambienti può venire realizzata come [eæ] o [eɛ]. /e:/ viene solitamente realizzata come [e:], ma in alcuni ambienti può venire realizzata come [e:æ̆]. /e, eː/, quando precedono /r/, consonanti poastalveolari/retrofelsse o (solo nel dialetto di Fårö) /n/ hanno la tendenza ad aprirsi verso [æ, æː].[14]
- /œ/ si trova solo in prestiti dal danese o dallo svedese e viene variamente realizzata come [œʏ], [ɑ], [ɔ] o anche [ɞ] a seconda del contesto.[15]
- Nel dialetto di Fårö, /a, aː/ vengono arretrate a [ɑ, ɑː].[16]
- /ɔ/ viene solitamente realizzata come [ɔ], ma in alcuni ambienti può venire realizzata come [ɔɐ]. /ɔ:/ viene solitamente realizzata come [ɔ:], ma in alcuni ambienti può venire realizzata come [ɔ:ə̆]. /ɔ, ɔː/ possono venir realizzate come semichiuse [o, oː] quando precedono una sonante.[17]
- /u/ può venire realizzata come [ʊ] quando non accentata, ma questa sembra essere un'influenza della lingua svedese.[18]

#### Dittonghi
Una delle caratteristiche che distingue il gutnico da tutte le altre lingue germaniche settentrionali è la conservazione dei dittonghi dell'antico norreno, ai quali ha aggiunto inoltre diversi dittonghi innovativi sviluppatisi da precedenti vocali lunghe. Un'altra caratteristica distintiva del gutnico è l'esistenza di diversi dittonghi composti da una vocale + [ɪ] o [u] che compongono dei fonemi vocalici autonomi che possono occupare la stessa mora di una vocale breve. Questi dittonghi sono: /eɪ/, /ɛɪ/, /œʏ/, /aɪ/, /ɔɪ/, /ʉu/, /eu/, /au/, /ɔu/. Alcune di queste sequenze si alternano alle vocali brevi in diverse forme morfologiche dello stesso lessema (vedi la sezione apofonia).
- /eɪ/ e /ɛɪ/ sono fonemi distintivi nelle varietà di Lau e Burs, dove vengono realizzati come [eɪ] e [ɛɪ], cfr. /'breide/ ['breɪd̪ɛ], "asse" vs. /'brɛide/ ['brɛid̪ɛ], "torcere"; nelle varietà di Östergarn e Fårö i due fonemi si sono fusi e vengono realizzati entrambi come [eɪ] o [ɛɪ]. A Burs, /eɪ/ può essere realizzato anche come [e:]; quando ciò accade, /e:/ viene sempre realizzato come [e:æ] per mantenere la distinzione tra i due fonemi.[21]
- /œʏ/ e /ɔɪ/ sono fonemi distintivi e vengono solitamente realizzati come [œʏ] e [oɪ] (in allofonia con [oʏ] davanti a consonante labiale). Nella varietà di Östergarn tuttavia i due fonemi si sono fusi e vengono realizzati come [ɔɪ] ([ɔʏ] davanti a labiale). Sotto l'influenza dello svedese, [œʏ] viene sempre più spesso realizzato come [ʏ:].[22]
- /ʉu/, sebbene tipicamente realizzato come [ʉu], presenta una grande variabilità di pronuncia tra i vari dialetti e anche all'interno dei dialetti stessi, venendo realizzato anche come [ʏu], [ɛu] o [øu].[23]
- /eu/ viene realizzato come [ɛu], [eu], [eɔ], [ɛo] o [ɛɔ] e non sembra esserci una forma prevalente sulle altre.[24]
- /ɔu/ viene solitamente realizzato come [ɔu], anche se in alcune varietà la pronuncia si approssima a [ɑu].[25]

#### Trittongo
Il gutnico presenta inoltre un trittongo: /ɪau/. Questo trittongo era già presente nel gutnico antico ed è assente nelle altre lingue germaniche settentrionali.
Esempi: /'bɪaude/, ['bɪaud̪ɛ], 'offrire'; /'skɪaute/, ['skɪaut̪ɛ], 'sparare'
Questo trittongo era una volta molto più diffuso, mentre oggi in molte parole ha perso il primo elemento /ɪ/ e si è ridotto al semplice dittongo /au/.
Esempi: gutnico tradizionale /'brɪaust/ vs. gutnico parlato /'braust/ ('seno'); gutnico tradizionale /'drɪaugar/ vs. gutnico parlato /'draugar/, ('duraturo, bastevole').

### Consonanti
|                      |               | Labiali | Dentali/ Alveolari | Postalveolari | Retroflesse | Palatali | Velari | Glottidali |
| -------------------- | ------------- | ------- | ------------------ | ------------- | ----------- | -------- | ------ | ---------- |
| Nasali               | Nasali        | m       | n                  |               | ɳ ⟨rn⟩      |          | ŋ ⟨ng⟩ |            |
| Occlusive/ Affricate | sorde         | p       | t                  | tʃ ⟨tj⟩       | ʈ ⟨rt⟩      |          | k      |            |
| Occlusive/ Affricate | sonore        | b       | d                  |               | ɖ ⟨rd⟩      |          | ɡ      |            |
| Fricative            | sorde         | f       | s                  | ʃ ⟨sj⟩        |             |          |        | h          |
| Fricative            | sonore        | v       |                    |               |             |          |        |            |
| Approssimanti        | Approssimanti |         | l                  |               | ɻ* ⟨r⟩      | j        |        |            |
| Rotiche              | sorde         |         | r̥ ~ ɹ̥* ⟨r⟩         | r̥ ~ ɹ̥* ⟨r⟩    | r̥ ~ ɹ̥* ⟨r⟩  |          |        |            |
| Rotiche              | sonore        |         | r ~ ɹ* ⟨r⟩         | r ~ ɹ* ⟨r⟩    | r ~ ɹ* ⟨r⟩  |          |        |            |

*allofoni
- /t/, /d/ e /n/ sono realizzate come dentali [t̪], [d̪] e [n̪] rispettivamente.[20]
- /r/ viene realizzata in svariati modi a seconda del dialetto e del contesto. Sembra esserci una libera variazione tra una vibrante alveolare [r] e un'approssimante alveolare [ɹ]. Inoltre, quando scempia in coda di sillaba, viene spesso realizzata come un'approssimante retroflessa/postalveolare [ɻ] (quest'ultima pronuncia non è presente nel dialetto di Fårö). In tutti i dialetti gutnici è inoltre diffusa la tendenza a indebolire /r/ in coda di sillaba: questo fenomeno può manifestarsi come una rotacizzazione della vocale precedente, come una desonorizzazione a [r̥] o [ɹ̥], o come una completa elisione del fonema.[28][29]
- Le occlusive /ʈ/ e /ɖ/ e la nasale /ɳ/ non sono propriamente realizzate come retroflesse, ma quasi come postalveolari (poiché non presentano la curvatura all'indietro della punta della lingua).[20] Inoltre compaiono abbastanza raramente nel gutnico di terraferma (sono più frequenti invece a Fårö) e sono spesso il risultato dell'assimilazione delle corrispettive dentali da parte di una precedente /r/. Sarebbero quindi considerabili come allofoni delle rispettive consonanti dentali, tuttavia il fenomeno dell'elisione di /r/ rende la distinzione tra le serie [ʈ]-[ɖ]-[ɳ] e [t̪]-[d̪]-[n̪] fonemica in alcuni contesti.[30]
- Le occlusive sorde /p, t, k/ sono sempre realizzate come aspirate [pʰ, t̪ʰ, kʰ], anche quando fanne parte di gruppi consonantici.[31]
- /f/ non compare mai in coda a una sillaba.[32]
- /j/ non compare mai in coda a una sillaba.[33]
- Nel gutnico tradizionale, /ŋ/ compariva di fatto solo come allofono di /n/ davanti alle occlusive velari, poiché anche nei morfemi verbali -ing e -ning la /g/ finale era pienamente pronunciata (tanto da essere scritti -(n)ingg secondo la grafia svedese).[34] Tuttavia oggi, sotto l'influenza dello svedese standard, questa pronuncia è quasi del tutto scomprsa, e il gruppo consonantico /ng/ viene realizzato come [ŋ] in ogni posizione.[35]
- /h/ compare solo a inizio parola.[35]
- /m/, /p/, /b/, /n/, /t/, /d/, /s/, /l/, /r/, /k/ e /g/ possono essere geminate, sia in posizione centrale che finale.[36]

### Struttura sillabica e fonotassi
La struttura sillabica in gutnico è la seguente: (C)(C)(C)V(C)(C)(C)
Qualsiasi vocale o dittongo del gutnico può costituire il nucleo di una sillaba accentata, mentre solo le vocali brevi possono costituire il nucleo di una sillaba non accentata. La sillaba accentata deve sempre essere pesante (ossia contenere una vocale lunga o un dittongo oppure essere chiusa); qualora dovesse essere leggera, viene resa "artificialmente" pesante tramite la geminazione della consonante successiva o tramite la rottura e rianalisi di un successivo gruppo consonantico. Allo stesso modo, se la sillaba accentata dovesse presentarsi come superpesante, viene alleggerita tramite accorciamento della vocale lunga, monottongamento del dittongo o aggiunta di una vocale epentetica nel gruppo consonantico seguente. Le parole monosillabiche possono talvolta fare eccezione a questa regola. Questa legge fonotattica può generare fenomeni di apofonia (vedi la sezione apofonia).
In gutnico esistono anche due consonanti sillabiche che possono costituire il nucleo di una sillaba: [n̪̩] e [l̩]. Entrambe si manifestano per l'elisione di una /e/ precedente ed esistono come forme allofoniche e allomorfe (/-(e)n/ è la desinenza della forma determinata singolare dei sostantivi maschili) delle corrispettive varianti in cui /e/ non elide. [n̪̩] appare solo in sillaba finale non accentata quando preceduta da [t̪], [d̪] o [l]. [l̩] appare solo in sillaba finale non accentata quando preceduta da occlusiva e seguita da nasale.
Esempi: /'smɪ:den/, ['smɪ:d̪n̪̩], 'il fabbro'; /'feugeln/, ['fɛugl̩n̪], 'l'uccello'
Nel dialetto di Fårö la /e/ non viene mai elisa e non esistono quindi consonanti sillabiche.

### Prosodia
Come altre lingue germaniche settentrionali, la prosodia del gutnico è caratterizzata da due schemi di accentazione musicale (chiamati "accento 1" e "accento 2"), realizzati come regolari cambi nell'altezza della voce. Esiste inoltre anche un accento di tipo intensivo, che è solitamente quello che permette di distinguere tra loro i vocaboli.

## Morfologia
Il gutnico condivide la maggior parte delle sue caratteristiche morfologiche con le lingue scandinave continentali (danese, norvegese e svedese).

### Verbi
Come in danese, svedese e norvegese, i verbi nel gutnico vengono coniugati per tempo e modo ma non per numero e persona, che sono invece indicati tramite pronomi. Fanno eccezione alcuni verbi ausiliari, che hanno invece conservato le desinenze per la prima e la seconda persona.
Caso isolato è il dialetto di Fårö, nel quale numero e persona sono ancora indicati nella flessione verbale per tutti i verbi.

### Sostantivi
A differenza del danese e dello svedese ma come il norvegese, il gutnico ha preservato tutti e tre i generi grammaticali del norreno (maschile, femminile e neutro). Come le altre lingue scandinave continentali, ha perso però il sistema di casi e i nomi vengono declinati solo per numero e definitezza.
Di seguito sono riportati esempi di declinazione per le parole töis (f.)('ragazza'), sork (m.)('ragazzo') e braust (n.)('seno').
|            | Femminile | Femminile |           | Maschile | Maschile |           | Neutro  | Neutro     |
| singolare  | plurale   |           | singolare | plurale  |          | singolare | plurale |            |
| ---------- | --------- | --------- | --------- | -------- | -------- | --------- | ------- | ---------- |
| Indefinito | töis      | töisar    |           | sork     | sorkar   |           | braust  | braustar   |
| Definito   | töisi     | töisarna  |           | sorken   | sorkarna |           | brauste | braustarna |

### Aggettivi
Come i sostantivi, gli aggettivi sono declinati per genere, numero e definitezza.

#### Apofonia
Il gutnico presenta una forma di apofonia (o ablaut) che comporta una distinzione morfologica pur scaturendo unicamente dalle regole fonotattiche della lingua. Questa apofonia si manifesta prevalentemente (ma non esclusivamente) nella flessione di alcuni aggettivi il cui tema contiene un dittongo e termina o aperto o in occlusiva dentale. Per produrre la forma neutra singolare di questi aggettivi si aggiunge al tema la desinenza /-t:/, che assimila gli eventuali fonemi dentali precedenti. La presenza di una geminata in coda porta il dittongo a monottongarsi, generando quindi un fenomeno di apofonia che fa sì che la differenza morfologica non sia più evidenziata dalla sola desinenza ma anche dalla variazione dell'elemento vocalico. Di seguito tre esempi di opposizione tra la forma femminile (identica al tema) e quella neutra in alcuni aggettivi:
/gɔu/ (f.) buona ∼ /gut:/ (n.) buono
/raud/ (f.) rossa ∼ /rʏt:/ (n.) rosso
/vɛɪt/ (f.) bianca ∼ /vɪt:/ (n.) bianco

### Articoli
Gli articoli indeterminativi, che presentano una certa variabilità su base geografica, sono:
- maschile: änn (/en:/) a Gotland, ann (/an:/) a Fårö
- femminile: i (/ɪ/) nel nord, ä (/e/) nel centro, a (/a/) nel sud e a Fårö
- neutro: ätt (/et:/) nel centro e nel nord e a Fårö, a (/a/) nel sud

## Lessico
La maggior parte del vocabolario gutnico contemporaneo è di origine norrena, ereditato direttamente dal gutnico antico o, soprattutto, preso in prestito dallo svedese in tempi più recenti; condivide quindi molto del suo lessico con la lingua svedese, anche più di alcuni dialetti della stessa.
Oltre che dallo svedese, la lingua gutnica ha ricevuto una serie di prestiti linguistici nel corso dei secoli, soprattutto dal danese (e, tramite esso, dal basso tedesco) ma anche dalle lingue baltiche tramite i contatti commerciali con la Curlandia. Il grosso dei prestiti danesi è entrato nel gutnico durante la dominazione del Regno di Danimarca e Norvegia, quando la corona impose il danese come unica lingua ufficiale.
Il gutnico condivide inoltre alcune peculiarità lessicali con l'antica lingua gotica, come l'uso della parola lamb per indicare una pecora adulta anziché un agnello (come accade nel resto delle lingue germaniche). Questo ha portato alcuni linguisti a cercare una possibile parentela tra le due lingue, spinti anche dal fatto che secondo la tradizione antica i Goti erano originari proprio di Gotland (da cui il nome). Tuttavia vari studi hanno appurato come il gutnico appartenga senza dubbio alle lingue germaniche settentrionali, senza nessun legame diretto col gotico all'infuori di questi pochi vocaboli.

## Ortografia
Il gutnico manca di un ortografia largamente accettata, e il dibattito sulla sua possibile standardizzazione si protrae da decenni. Quando il Gutamålsgillet è stato fondato nel 1945 con l'obiettivo di preservare la lingua gutnica, alcuni dei suoi membri iniziarono a scrivere opere in gutnico e, in assenza di regole stabilite, ciascuno lo scriveva secondo le norme che più riteneva opportune. Tra questi utilizzatori del gutnico scritto figuravano l'artista e scrittore David Ahlqvist di Ardre, i poeti Gustaf Larsson di Norrlanda e Arvid Berggren in Vamlingbo e l'autrice Anna Kajsa Hallgard di Levide.
Negli anni Settanta, Gertmar Arvidsson sviluppò e propose una forma scritta standard che utilizzava diversi segni diacritici, ma la sua iniziativa non ebbe molto seguito.
Negli anni Ottanta, la Kulturföreningen ("associazione culturale") Propago sviluppò un'ortografia ispirata a quella della lingua norrena.
Nel 2006, il Gutamålsgillet ha presentato una proposta di ortografia che utilizza l'alfabeto svedese per scrivere le parole in maniera quasi fonemica, compresi dittonghi quali ai, au e åi (il dittongo oy del gutnico antico) che non esistono in svedese standard. Tuttavia in alcuni casi, preferisce seguire la tradizione ortografica svedese, nella quale la scrittura non rispetta invece la pronuncia.
Nel 2011, è stato pubblicato il libro ABC-bok på gutamål ("abecedario della lingua gutnica"), il cui sottotitolo è gutnisk stavningarbók ("libro di ortografia gutnica"), nel quale Bert Alvengren, ex-membro della Kulturföreningen Propago, propose la sua nuova ortografia.
Nel 2018, il Gutamålsgillet ha tenuto un dibattito su se fosse un bene o meno per il gutnico avere un'ortografia standardizzata uniforme.

## Status

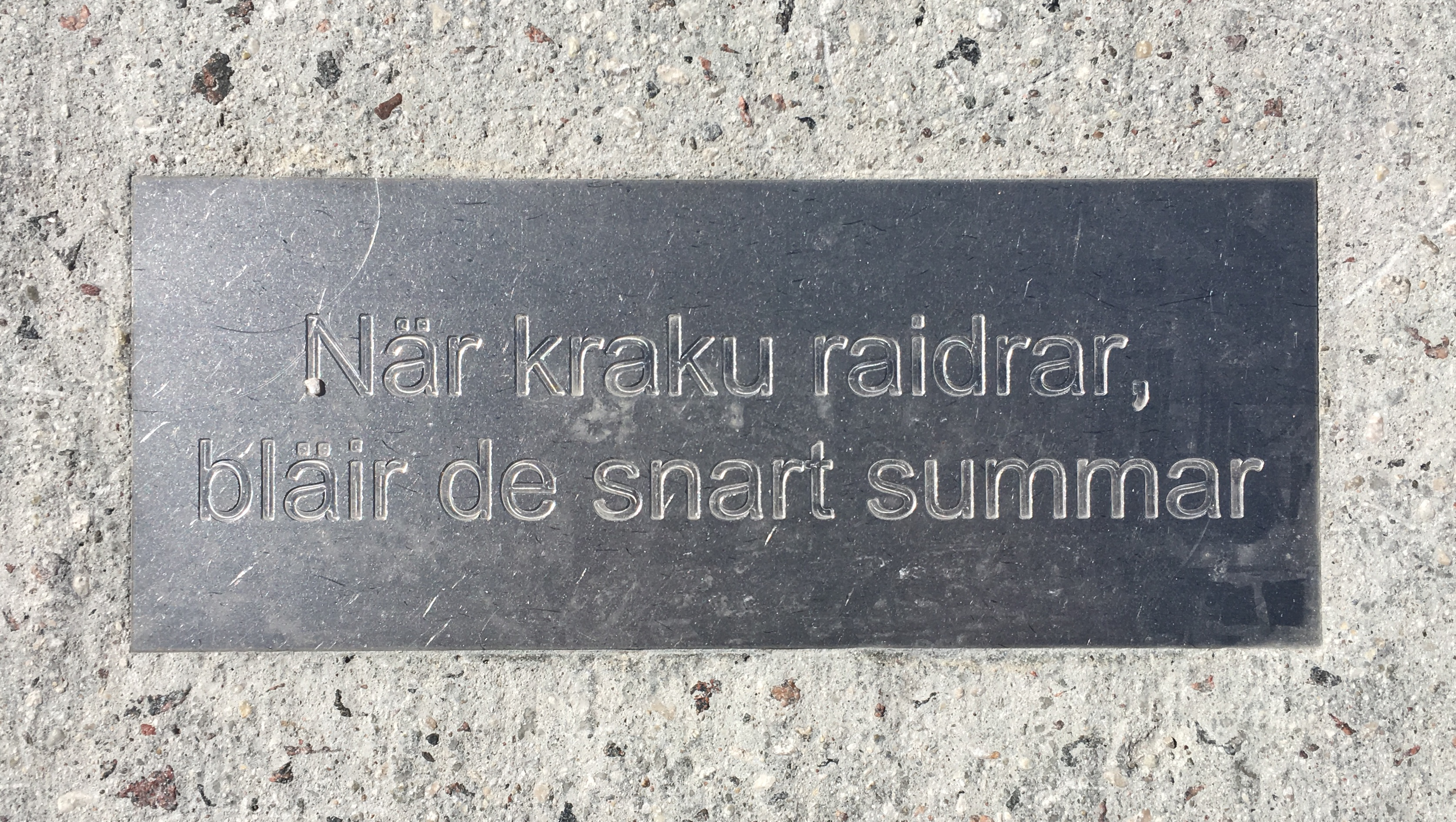
Targa con un proverbio in gutnico situata presso il porto di Visby

Come molte altre parlate tradizionali della Svezia, il gutnico è stato per secoli sotto forte pressione da parte della lingua svedese, che dal Seicento è la lingua ufficiale dell'apparato amministrativo e, soprattutto, della chiesa locale: l'insegnamento del catechismo ai bambini di Gotland si svolgeva esclusivamente in lingua svedese, divenendo il primo grande contributore alla svedificazione dell'isola e alla subordinazione della sua lingua a quella ufficiale. L'introduzione dell'istruzione pubblica in lingua svedese, lo spostamento di persone da e verso la terra ferma e l'avvento dei mezzi di comunicazione di massa hanno ulteriormente contribuito al rapido processo di assimilazione del gutnico.
Sotto l'influenza dello svedese, la maggior parte dei gotlandesi ha progressivamente abbandonato l'idioma gutnico tradizionale in favore del gotlandico, una variante della lingua svedese con un substrato gutnico che ne influenza la prosodia e la pronuncia dei dittonghi. Tuttavia dall'inizio del XXI secolo l'uso sia del gutnico che del gotlandico ha visto un drastico calo in favore della lingua svedese standard, e oggi la lingua gutnica è parlata e/o compresa solo da poche migliaia di persone, se non meno.
Il Gutamålsgillet, che lavora alla preservazione e rivitalizzazione della lingua gutnica dal 1945, stima che il gutnico sia parlato da un numero di persone che va dalle 2 000 alle 5 000. Quante di esse siano locutori attivi o passivi non è specificato. Tuttavia sembra esserci interesse tra il pubblico per un recupero della lingua gutnica: dal 1989 al 2011 è andato in onda su Radio Gotland il programma radiofonico Gutamål, che raggiungeva un numero di ascoltatori compreso tra i 15 000 e i 20 000, e nel 2009 l'Università di Gotland ha offerto il primo corso in lingua gutnica. Nel 2018, la stessa università ha ricevuto dal Gutamålsgillet il neoistiuito premio Janräunu (letteralmente "Runa di Ferro") per il suo utilizzo di alcuni termini gutnici durante la campagna promozionale di iscrizione all'anno accademico. Il Gutamålsgillet raccoglie opere di autori e poeti che scrivono in gutnico, inoltre cura un dizionario svedese-gutnico e una lista di neologismi in continua espansione.
Nel 2022, una cittadina dell'isola di Gotland ha chiesto di poter usare il proprio cognome con il suffisso gutnico -dotri (invece dello svedese -dotter). Le autorità locali si sono appellate contro la decisione positiva della corte amministrativa di Stoccolma, ma alla fine la corte d'appello ha sentenziato in favore dell'uso del cognome gutnico.

### Lingua o dialetto
Similmente ad altri vernacoli tradizionali situati alla periferia dell'area linguistica svedese, come l'övdaliano, lo jämtlandico o lo scanico, il gutnico gode di una certa reputazione per essere tra i più "peculiari" dialetti dello svedese. E come per queste altre varietà linguistiche, si è più volte dibattuto se il gutnico debba essere effettivamente considerato una lingua separata invece che una varietà della lingua svedese. La dialettologia tradizionale svedese otto-novecentesca classificava il gutnico, così come qualsiasi altro idioma parlato su suolo svedese, come pienamente parte dei dialetti svedesi. In tempi più recenti, appurata l'indipendenza del gutnico antico dallo svedese antico, il dibattito si è spostato sulla questione se il gutnico moderno sia ormai così profondamente svedificato da potersi considerare un mero dialetto svedese locale o se mantenga invece caratteristiche sufficientemente distinte da poter essere classificato come lingua autonoma. Questo dibattito ha talvolta assunto connotazioni più politiche che linguistiche. Il Gutamålsgillet ha preferito non pronunciarsi sulla questione, mentre l'UNESCO descrive il gutnico come "una lingua chiaramente distinta dallo svedese". Oggi a Gotland si ha la tendenza a differenziare la lingua tradizionale dell'isola dal locale dialetto dello svedese standard, chiamando il primo "gutnico" (gutamål) e il secondo "gotlandico" (gotländska).

## Estratto
Di seguito una traduzione del Padre nostro in gutnico fatta dal pastore Jacob Tofténius nel 1742:
hailigit warde titt nafn,

kume dit reike näste uss,

warde dein wilo sum i himmelij, så ukså pa jordene.

De dagliga braud gif us i dag,

uk fyrilat uss ora skulda,

sum wörr fyrilatum daim, sum uss skulduga järo.

Uk laid aij uss in i fristelse,

men heldur freia uss fra deij aumba.

Fyr reike jär ditt, uk makti, uk herlighaiti, ifra nu, uk i aiwiga teida.

Amen.»
sia santificato il tuo nome,

venga il tuo regno,

sia fatta la tua volontà, come in cielo così in terra.

Dacci oggi il nostro pane quotidiano,

e rimetti a noi i nostri debiti

come noi li rimettiamo ai nostri debitori,

e non ci indurre in tentazione,

ma liberaci dal male.

Perché tuo è il regno, la potenza e la gloria nei secoli dei secoli.

Amen.»